# 刁彝
刁彝（?—?），字大伦，东晋渤海郡饶安县（今河北省沧州市盐山县西南）人，刁协的儿子。
刁彝少年时蒙家难，王敦以诛刘隗、刁协为名起兵作乱，刁协被杀。王敦之乱平定后，他斩杀仇人之党，以首祭父灵。前去廷尉请罪，朝廷特地赦免他。他袭爵义阳公，历任尚书吏部郎、吴国内史，官至北中郎将、徐兖二州刺史、假节，镇守广陵。在任上去世，谥号文。其子刁逵、刁暢、刁弘、刁聘。